# آنالیز حالت و اثرات شکست

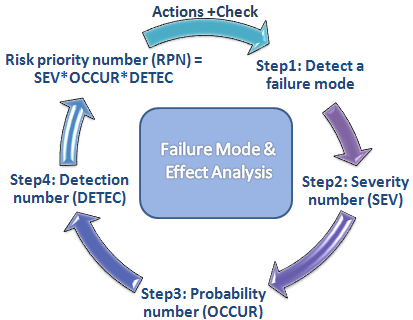
نمایی از نمودار فرایند آنالیز حالت و اثرات شکست

آنالیز حالت و اثرات شکست (انگلیسی: Failure mode and effects analysis) (به‌اختصار: FMEA) یک رویکرد گام‌به‌گام برای شناسایی تمام احتمال‌های شکست در طراحی یا تولید محصول یا روند مونتاژ آن محصول و خدمات می‌باشد. در بخش‌های تولیدی و محصول‌محور، شکست‌ها تمامی خطاها و نقص‌های بالقوه و بالفعلی می‌باشند که می‌توانند مشتری را تحت تأثیر خود قرار دهند، در نتیجه تجزیه تحلیل اثرات نیز به بررسی و عواقب ناشی از این شکست‌ها می‌پردازد. شکست‌ها با توجه به میزان جدی بودن آنها شناسایی و بررسی می‌شوند. هدف از آنالیز حالت و اثرات شکست، اقدام مناسب و مؤثر جهت از بین بردن یا کاهش شکست‌ها، با توجه به اولویت آنها می‌باشد. تجزیه و تحلیل اثرات حالات شکست می‌تواند اسناد وضعیت فعلی فعالیت‌ها دربارهٔ احتمال شکست آنها را جهت استفاده در فرایندهای آتی ثبت و ضبط نماید.